# پریکولی
پریکولی (به لاتین: Priekuļi) یک روستا در لتونی است که در شهرداری پریکولی واقع شده‌است. پریکولی ۲٬۲۵۲ نفر جمعیت دارد.